# Oporinia undulata
Oporinia undulata là một loài bướm đêm trong họ Geometridae.